# 历史认识论
历史认识论（法語：épistémologie historique）是20世纪兴起的一种认识论潮流，它吸收了多种不同风格的思想，尤其是法国科学哲学传统中的主流认识论思想。孔德是最早提出“历史方法是理解科学的必要手段”的哲学家之一，历史认识论的基本立场在于“我们应该将关于知识话语的构成性概念置于历史维度之中。”代表人物包括艾贝尔·雷、卡瓦耶斯、亚历山大·柯瓦雷、巴什拉、康吉莱姆、阿尔都塞、库恩和伊恩·哈金。